# Groupe d'astronautes 14

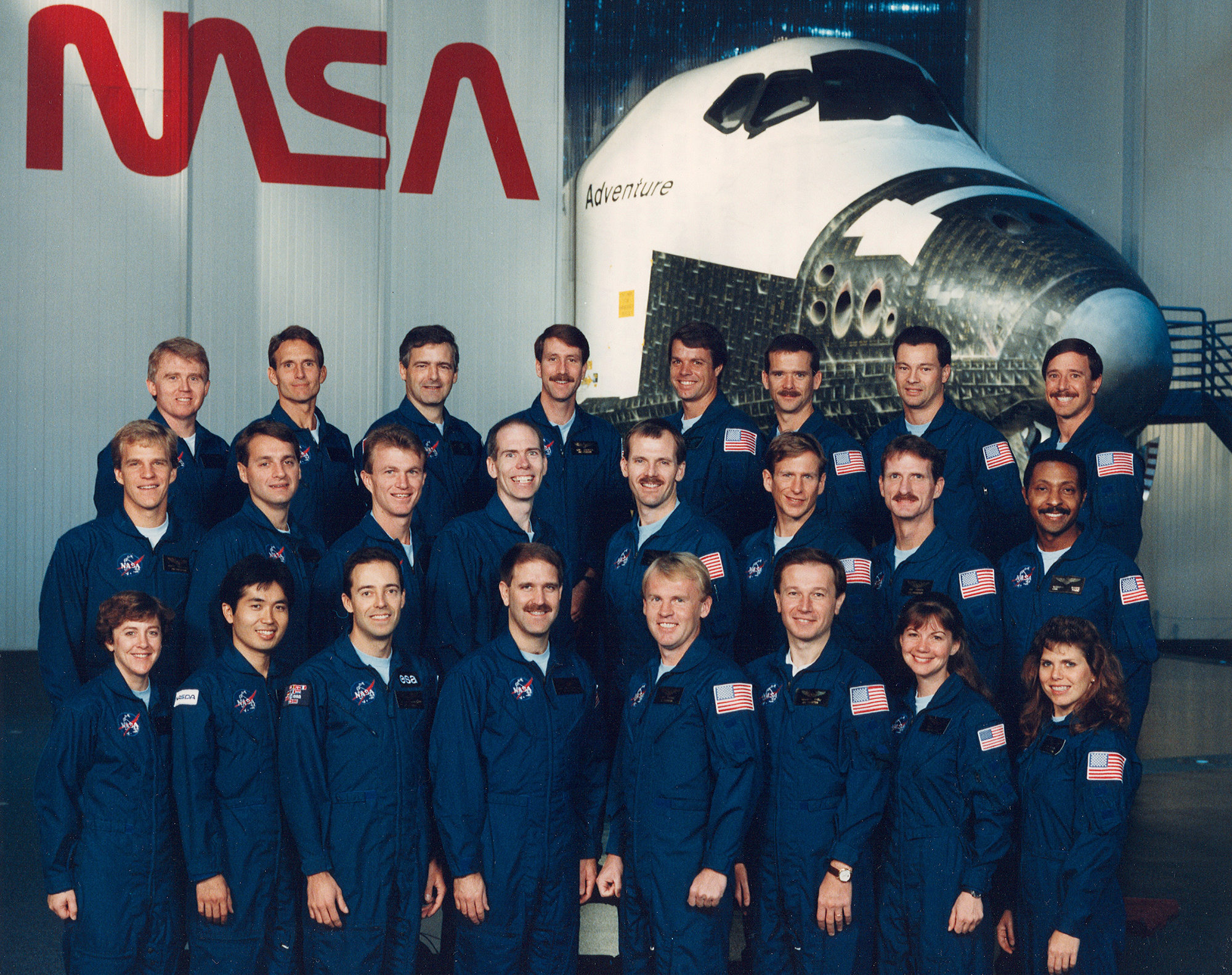
Le groupe d'astronautes 14 en 1992.

Le groupe d'astronautes 14 (connu également sous le nom de « The Hogs ») est le quatorzième groupe d'astronautes de la National Aeronautics and Space Administration (NASA) sélectionné et annoncé le 5 décembre 1992.
Le nom du groupe dérive d'un sketch du Muppet Show : les Cochons dans l'espace et d'un parrainage du groupe d'un cochon vietnamien du zoo de Houston.

## Membres du groupe

### Pilotes
- Scott J. Horowitz - 4 vols (retiré)

STS-75 Columbia
STS-82 Discovery
STS-101 Atlantis
STS-105 Discovery
- Brent W. Jett, Jr. - 4 vols

STS-72 Endeavour
STS-81 Atlantis
STS-97 Endeavour
STS-115 Atlantis
- Kevin R. Kregel - 4 vols (retiré)

STS-70 Discovery
STS-78 Columbia
STS-87 Columbia
STS-99 Endeavour
- Kent V. Rominger - 5 vols (retiré)

STS-73 Columbia
STS-80 Columbia
STS-85 Discovery
STS-96 Discovery
STS-100 Endeavour

### Spécialiste de mission
- Daniel T. Barry - 3 vols (retiré)

STS-72 Endeavour
STS-96 Discovery
STS-105 Discovery
- Charles E. Brady, Jr. - 1 vol (retiré)

STS-78 Columbia
- Catherine Coleman - 3 vols

STS-73 Columbia
STS-93 Columbia
Expédition 26
- Michael Gernhardt - 4 vols

STS-69 Endeavour
STS-83 Columbia
STS-94 Columbia
STS-104 Atlantis
- John Grunsfeld - 5 vols

STS-67 Endeavour
STS-81 Atlantis
STS-103 Discovery
STS-109 Columbia
STS-125 Atlantis
- Wendy B. Lawrence - 4 vols (Retiré)

STS-67 Endeavour
STS-86 Atlantis
STS-91 Discovery
STS-114 Discovery
- Jerry Linenger - 2 vols (Retiré)

STS-64 Discovery
STS-81 Atlantis (lancé vers MIR)
Mir
STS-84 Atlantis (renvoyé de MIR)
- Richard Linnehan - 4 vols

STS-78 Columbia
STS-90 Columbia
STS-109 Columbia
STS-123 Endeavour
- Michael Lopez-Alegria - 4 vols

STS-73 Columbia
STS-92 Discovery
STS-113 Endeavour
Soyouz TMA-9 (véhicule d'arrimage pour l'expédition 14)
Expédition 14
- Scott Parazynski - 5 vols (retiré)

STS-66 Atlantis
STS-86 Atlantis
STS-95 Discovery
STS-100 Endeavour
STS-120 Discovery
- Winston Scott - 2 vols (retiré)

STS-72 Endeavour
STS-87 Columbia
- Steven Smith - 4 vols

STS-68 Endeavour
STS-82 Discovery
STS-103 Discovery
STS-110 Atlantis
- Joseph Tanner - 4 vols

STS-66 Atlantis
STS-82 Discovery
STS-97 Endeavour
STS-115 Atlantis
- Andy Thomas - 4 vols

STS-77 Endeavour
STS-89 Endeavour (lancé vers MIR)
Mir
STS-91 Discovery (renvoyé de MIR)
STS-102 Discovery
STS-114 Discovery
- Mary Weber - 2 vols (retiré)

STS-70 Discovery
STS-101 Atlantis

### Astronautes internationaux
- Marc Garneau ( Canada) - 3 vols (retiré)

STS-41-G Challenger
STS-77 Endeavour
STS-97 Endeavour
- Chris Hadfield ( Canada) - 3 vols

STS-74 Atlantis
STS-100 Endeavour
Soyouz TMA-07M (Lancé vers l'ISS)
Expédition 34 (dernière partie de l'expédition)
Expédition 35 (toute l'expédition)
- Maurizio Cheli ( Italie - 1 vol

STS-75 Columbia
- Jean-François Clervoy ( France) - 3 vols

STS-66 Atlantis
STS-84 Atlantis
STS-103 Discovery
- Kōichi Wakata ( Japon) - 3 vols

STS-72 Endeavour
STS-92 Discovery
STS-119 Discovery (lancé vers l'ISS)
Expédition 18 (dernière partie de l'expédition)
Expédition 19 (toute l'expédition)
Expédition 20 (élément des 6 premiers hommes d'équipage de l'ISS)
STS-127 Endeavour (renvoyé de l'ISS)